# サンエイソロン
サンエイソロン（欧字名:Sanei Tholon、1978年5月5日 - 1992年10月30日）は、日本の競走馬、種牡馬。主な勝ち鞍に1981年のスプリングステークス、NHK杯、京都新聞杯。
クラシック前哨戦で好走したものの本番の皐月賞では出走取消となり、東京優駿、菊花賞では2着に敗れ、「トライアル三冠馬」と呼ばれた。
なお、冠名に「サンエイ」を用いたサンエイサンキューなどの馬主である岩崎喜好とは無関係である。

## 特徴
サンエイソロンの毛色は栗毛のような美しい茶色で、手足は鹿毛の特徴である黒色であるが、後肢の1本が白く覆われていた。また、額の真ん中には小さな星が存在した。

## 競走馬時代

### 3歳（1980年）
サンエイソロンは1980年8月10日、新潟競馬場の新馬戦でデビュー。このデビュー戦では大江原哲が騎乗し、見事勝利した。次走の新潟3歳ステークス（当時は重賞ではなく特別競走）に出走し、1番人気に推されたが7着に敗れた。その後、条件戦を4戦したが、11月のさざんか賞（400万下条件戦）を勝ったのみで、休養を入れずに翌年へと持ち越した。

### 4歳（1981年）
4歳になっての初戦は京成杯で、鞍上に中島啓之を起用したが7着に敗れた。続く東京4歳ステークスは3着、バイオレット賞（800万下条件戦）は2着と勝ち切れなかったが、小島太を鞍上に迎えて出走したスプリングステークスでは2馬身半差で優勝し、クラシック戦線の有力候補の一角になった。しかし、本番の皐月賞ではレース前日に繋靱帯炎を発症し、無念の出走取消となった。実はこの繋靱帯炎が引退までサンエイソロンに付きまとう事になる。
ただ、この時の繋靱帯炎は軽症だったため、サンエイソロンはダービートライアル・NHK杯に出走することができた。ここでは皐月賞馬のカツトップエースを差し置いて、単勝1番人気に支持された。そして、レースでもカツトップエースを1馬身半離して優勝し、日本ダービーの最有力候補として注目されることになった。
ダービー本番では、カツトップエースが血統から距離適性を不安視されたほか、最後の直線の長い東京競馬場は逃げ馬のカツトップエースには不利であると考えられたこともあって、サンエイソロンは断然の1番人気に支持されることになった。しかし、レースでは1コーナー22番手、4コーナー16番手という後方待機策を採ったサンエイソロンは直線で物凄い脚で追い込んできたが、先頭に立っても脚色が衰えないカツトップエースを捕まえ切れず、ハナ差で敗れた。この後、カツトップエースは屈腱炎により引退、リベンジの機会は失われた。
夏を休養にあてたサンエイソロンの秋初戦はセントライト記念だった。ここではメジロティターンに敗れて2着となったが、続く京都新聞杯ではコースレコードで優勝し、菊花賞でも再び1番人気に支持された。3000メートルという長丁場に対する距離不安も囁かれていたが、馬場状態が良ければそれを払拭できるものと期待されていた。しかし、菊花賞当日は稍重となり、14番人気のミナガワマンナに4馬身差の大差をつけられて2着に敗れた。
中央競馬のクラシック三冠競走のトライアルであるスプリングステークス・NHK杯・京都新聞杯の3競走を制しながらも本番に出られない・惜敗するというその姿から、サンエイソロンは「トライアル三冠馬」というあだ名が付けられ、揶揄された。とくに日本ダービーと菊花賞はそれらのトライアルで勝ち馬を破っているにもかかわらず、本番ではいずれも2着と敗れている。

### 5歳（1982年）
古馬になったサンエイソロンは初戦の中山記念こそ5着に終わったが産経大阪杯を優勝、今度こそGI級レースの制覇に期待が掛かったが、このレース後に繋靱帯炎が再発し、順調にレースが使えなくなった。
それでもサンエイソロンは繋靱帯炎を闘いながら高松宮杯と毎日王冠で2着に入り、悲願のGI級レース制覇を目指し、天皇賞・秋に出走した。
天皇賞では1番人気に推され、レースではいつものように後方待機策を採ったが、直線で全く伸びず12着と大敗。この後、繋靱帯炎が悪化したため、この天皇賞を最後に引退した。
道中最後方から直線だけで一気に全馬をゴボウ抜きするような強烈な末脚を持つ一方、直線一気の極端なレースしかできなかったため、大競走においては先行する勝ち馬に差し脚が一歩届かない、あるいは展開が向かないことが何度も見られた。最後は脚部不安（繋靱帯炎）に悩まされることとなり、八大競走には手が届かずに終わった。

## 競走成績
- 1980年（6戦2勝）
  - 1着 - 新馬、さざんか賞（400万条件）
- 1981年（10戦3勝）
  - 1着 - スプリングステークス、NHK杯、京都新聞杯
  - 2着 - 東京優駿、菊花賞、セントライト記念
  - 出走取消 - 皐月賞
- 1982年（5戦1勝）
  - 1着 - 産経大阪杯
  - 2着 - 高松宮杯、毎日王冠

## 種牡馬時代
引退後は種牡馬となり、当初は毎年30頭強の産駒を送り出した。しかし、結果的に中央競馬の重賞を制する馬は現れなかった。
1990年、シンジケートが解散された頃より右半身が麻痺しはじめ、その後も睾丸が腫れたり、右の眼球が白濁するなど徐々に弱っていき、1992年の秋にはついに寝たきりとなってしまう。その後、見かねた関係者により安楽死の措置が取られることが決まり、10月30日に安楽死となった。14歳没。

### 主な産駒
- 1987年産
  - ツルマルベッピン（ラジオたんぱ杯3歳牝馬ステークス2着）
- 1988年産
  - ボールドフェイス（東京大賞典）
- 1989年産
  - サンエイスピード（高崎ダービー、高崎皐月賞）

## 血統表
| サンエイソロンの血統（パーソロン系 / Avena・プリメロ 4×5=9.38%、Tourbillon 5×5=6.25%） | サンエイソロンの血統（パーソロン系 / Avena・プリメロ 4×5=9.38%、Tourbillon 5×5=6.25%） | サンエイソロンの血統（パーソロン系 / Avena・プリメロ 4×5=9.38%、Tourbillon 5×5=6.25%） | （血統表の出典）  | （血統表の出典） |
| 父 *パーソロン Partholon 1960 鹿毛                                                     | 父の父Milesian 1953 鹿毛                                                               | My Babu                                                                                | Djebel            | Djebel           |
| 父 *パーソロン Partholon 1960 鹿毛                                                     | 父の父Milesian 1953 鹿毛                                                               | My Babu                                                                                | Perfume           |                  |
| 父 *パーソロン Partholon 1960 鹿毛                                                     | 父の父Milesian 1953 鹿毛                                                               | Oatflake                                                                               | Coup de Lyon      | Coup de Lyon     |
| 父 *パーソロン Partholon 1960 鹿毛                                                     | 父の父Milesian 1953 鹿毛                                                               | Oatflake                                                                               | Avena             |                  |
| 父 *パーソロン Partholon 1960 鹿毛                                                     | 父の母Paleo 1953 鹿毛                                                                  | Pharis                                                                                 | Pharos            | Pharos           |
| 父 *パーソロン Partholon 1960 鹿毛                                                     | 父の母Paleo 1953 鹿毛                                                                  | Pharis                                                                                 | Carissima         |                  |
| 父 *パーソロン Partholon 1960 鹿毛                                                     | 父の母Paleo 1953 鹿毛                                                                  | Calonice                                                                               | Abjer             | Abjer            |
| 父 *パーソロン Partholon 1960 鹿毛                                                     | 父の母Paleo 1953 鹿毛                                                                  | Calonice                                                                               | Coronis           |                  |
| 母 ヤマトシャルダン 1973 鹿毛                                                          | 母の父*セダン Sedan 1955 鹿毛                                                          | Prince Bio                                                                             | Prince Rose       | Prince Rose      |
| 母 ヤマトシャルダン 1973 鹿毛                                                          | 母の父*セダン Sedan 1955 鹿毛                                                          | Prince Bio                                                                             | Biologie          |                  |
| 母 ヤマトシャルダン 1973 鹿毛                                                          | 母の父*セダン Sedan 1955 鹿毛                                                          | Staffa                                                                                 | Orsenigo          | Orsenigo         |
| 母 ヤマトシャルダン 1973 鹿毛                                                          | 母の父*セダン Sedan 1955 鹿毛                                                          | Staffa                                                                                 | Signa             |                  |
| 母 ヤマトシャルダン 1973 鹿毛                                                          | 母の母リンダセニヨリータ 1966 鹿毛                                                     | *ヒンドスタン Hindostan                                                                | Bois Roussel      | Bois Roussel     |
| 母 ヤマトシャルダン 1973 鹿毛                                                          | 母の母リンダセニヨリータ 1966 鹿毛                                                     | *ヒンドスタン Hindostan                                                                | Sonibai           |                  |
| 母 ヤマトシャルダン 1973 鹿毛                                                          | 母の母リンダセニヨリータ 1966 鹿毛                                                     | ワカシラオキ                                                                           | *ソロナウェー     | *ソロナウェー    |
| 母 ヤマトシャルダン 1973 鹿毛                                                          | 母の母リンダセニヨリータ 1966 鹿毛                                                     | ワカシラオキ                                                                           | シラオキ F-No.3-l |                  |

- 全妹レイホーソロンはチューリップ賞を勝ち、桜花賞4着。産駒にサマニベッピン（阪神牝馬特別など重賞3勝）、ダンツキッチョウ（青葉賞）がいる。また甥に2001年の小倉大賞典などを制したミスズシャルダンがいる。
- 牝系を遡ると、小岩井農場の名牝フロリースカツプにたどり着く。